# ASO 슐레프
ASO 슐레프(Association Sportive Olympique de Chlef, (아랍어: الجمعية الرياضية أولمبي الشلف
)는 1947년에 창단된 알제리의 축구 클럽이다. 클럽 색상은 빨간색과 흰색이며, 약 20,000명의 관중을 수용할 수 는 모하메드 부메즈락 스타디움에서 홈경기가 열린다. 구단은 현재 알제리의 1부 축구 리그인 알제리 리그 프로페시오넬 1에 소속되어 있다.

## 역사
ASO 슐레프는 1947년 6월 13일 Association Sportive d'Orléansville라는 이름으로 설립되었으며 당시 오를레앙빌(Orléansville)은 슐레프의 예전 이름이었다.  이 클럽은 도시에 이미 존재하는 유럽 클럽과 경쟁할 클럽을 원했던 도시의 토착 알제리 무슬림들에 의해 설립되었다. 첫 시즌에 클럽은 3부 리그에서 2위를 차지했다. 두 시즌 이후에는 1부 리그로 승격했다. 1962년 알제리가 독립한 후 도시의 이름은 오를레앙빌에서 엘 아스남(El Asnam)으로 변경되었고 클럽은 원래 ASO 이니셜을 유지하면서 이름을 아스남 스포르티부 올림피크라는 이름으로 변경했다.
2005년 6월 21일억는 2005년 알제리 컵 결승전에서 연장전 모하메드 메사우드의 골로 USM 세티프를 1-0으로 꺾고 국내에서의 첫 우승을 차지했다. 컵 우승으로 구단은 처음으로 대륙 대회인 2006 CAF 컨페더레이션 컵에 참가 하였다. 그러나 첫 라운드에서 세네갈의 AS 두안에게 패하면서 첫 대륙 대회를 마무리 했다.
2007–08 시즌에 ASO 슐레프는 알제리 리그 프로페시오넬 1에서 리그 준우승을 기록하며 리그에서의 최고 성적을 거두었다
그리고 2011년 6월 21일 메지안 이길 감독이 이끄는 ASO 슐레프는 2위 CR 벨루이즈다드가 USM 엘 하라흐에게 패한 후 첫 알제리 리그 프로페시오넬 1에서의 우승을 기록했다.
2012년 5월 12일, ASO 슐레프는 구단 역사상 처음으로 2012년 CAF 챔피언스 리그 2라운드 승부차기 에서 수단 클럽 알 힐랄을 4-2로 이겼다.

## 선수 명단

### 현역
- 쳄세딘 네사크(2012 ~ 2013, 2022 ~ )
- 투픽 아다디(2022 ~ )